# După melci
După melci este al doilea material discografic și primul LP al muzicianului român Nicu Alifantis. A fost lansat în anul 1979 la casa de discuri Electrecord și este bazat pe poemul cu același nume al lui Ion Barbu.

## Lista pieselor
1. Prolog (8:06)
2. Norocul copilului (4:12)
3. Descântec (2:03)
4. Vis cu căpcăuni (3:01)
5. Moșul Iene (4:23)
6. Baba Dochia (1:40)
7. Șoapte (2:23)
8. În care vorbele sunt prefăcute (4:04)
9. Descântec pentru un melc (2:11)

Muzică: Nicu Alifantis

Versuri: Ion Barbu

## Personal
- Nicu Alifantis – voce, chitară, double-six (chitară cu 12 corzi)
- Ioan (Nicky) Oagăn – chitară solo, chitară bas
- Evandro Rossetti – chitară, double-six, cobză
- Nicolae Enache – pian electric, sintetizator
- Costin Petrescu – baterie, percuție
- Sorin Minghiat – flaut, glockenspiel